# Gelis birkmani
Gelis birkmani là một loài tò vò trong họ Ichneumonidae.